# Międzynarodowy Dzień Dziecka Afrykańskiego
Międzynarodowy Dzień Dziecka Afrykańskiego, ang. Day of the African Child  – święto obchodzone corocznie 16 czerwca od 1991 roku. Inicjatorem obchodów była Organizacja Jedności Afrykańskiej (obecnie Unia Afrykańska) w zespół z organizacją UNICEF.
Dzień ten przypomina masakry dzieci w Soweto koło Johannesburga w Południowej Afryce, dokonanej w 1976 roku przez tamtejszy reżim rasistowski, gdy tysiące czarnoskórych dzieci wyszło 16 czerwca na ulicę w proteście przeciw niskiemu poziomowi edukacji i żądając prawa do nauki w swoim języku. Policja zastrzeliła wtedy wiele chłopców i dziewcząt, a w ciągu kolejnych dwóch tygodni zajść zabiła w sumie ponad sto osób, a ponad tysiąc zraniła.